# Titanosuchus
Titanosuchus ("Crocodilo Titã Feroz") foi um therapsida dinocephalia, não um crocodilo, que viveu em meados da era Permiana na região da atual África do Sul. Titanosuchus ferox está relacionado com Jonkeria e o Moschops. Estes animais habitavam a mesma região (África meridional), durante o mesmo período (há 255 milhões de anos). Titanosuchus foi um carnívoro e poderia ter caçado Jonkeria, Moschops e outros pequenos vertebrados. Possuía afiados dentes incisivos e caninos, perfeito para morder presas, tais como o Moschops. Titanosuchus não deve ser confundido com o therapsida Eotitanosuchus, uma vez que esta última está em uma família diferente.